# Lydia Stephens
Lydia Stephens (Mombassa, 1 november 1945) is een voormalig atlete uit Kenia.
In 1966 nam Stephens deel aan de Gemenebestspelen, aan de onderdelen 100 en 220 yard.
Op de Olympische Spelen van Mexico in 1968 liep Stephens de 100 meter sprint. Ze raakte geblesseerd in de kwalificatieronde, maar was wel samen met twee andere atletes de eerste vrouw die voor Kenia deelnam aan de Olympische Spelen.
In Kenia won ze verschillende nationale titels, en nationale records op de 100 yard en 220 yard.